# Thermique
La thermique est la science qui traite de la production d'énergie, de l'utilisation de l'énergie pour la production de chaleur ou de froid, et des transferts de chaleur suivant différents phénomènes physiques, en particulier la conduction, la convection et le rayonnement. Un thermicien est un spécialiste de la thermique.
Le terme est également utilisé pour désigner une bulle de convection.